# La Pochota

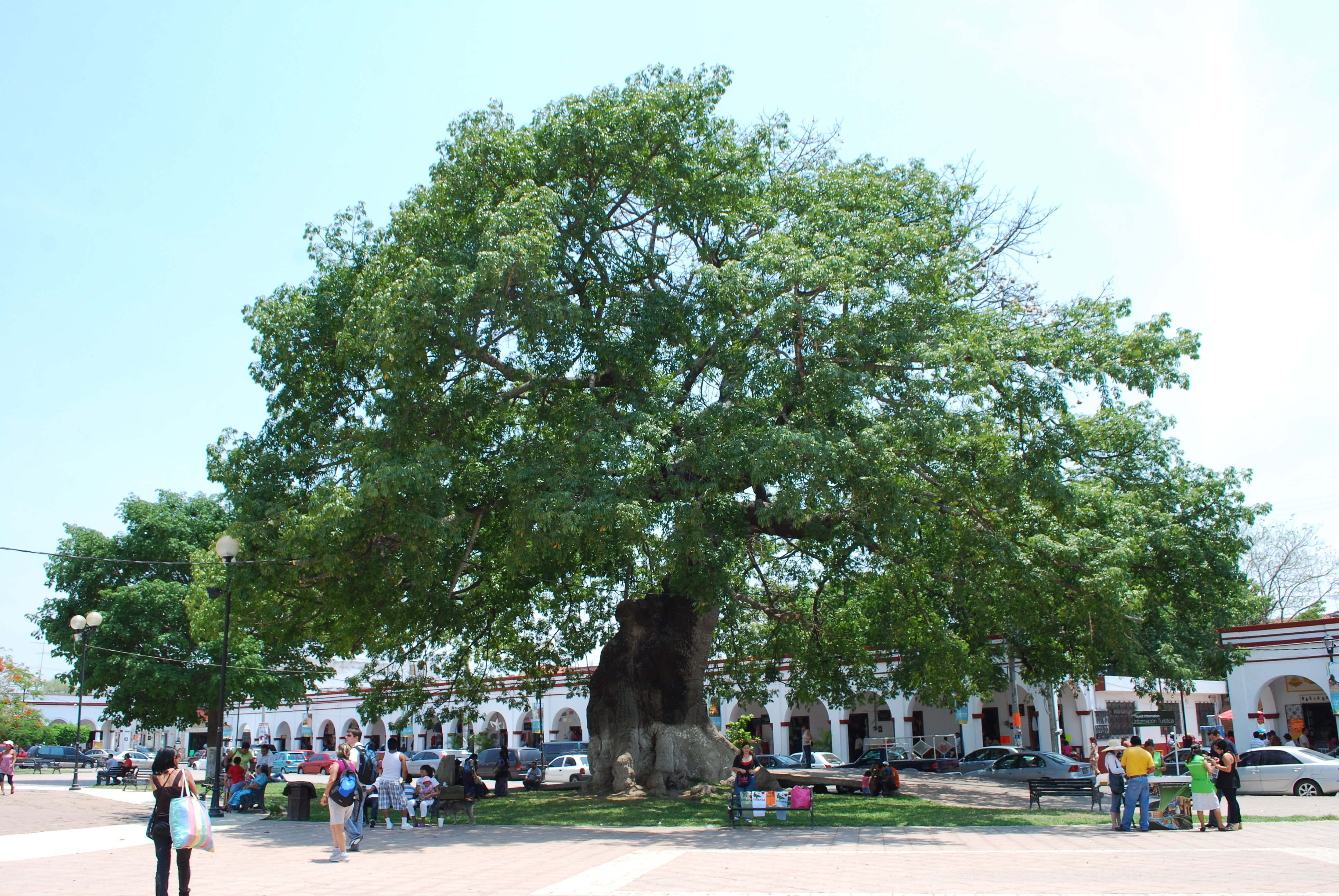
La Pochotona o La Pochota de Chiapa de Corzo.

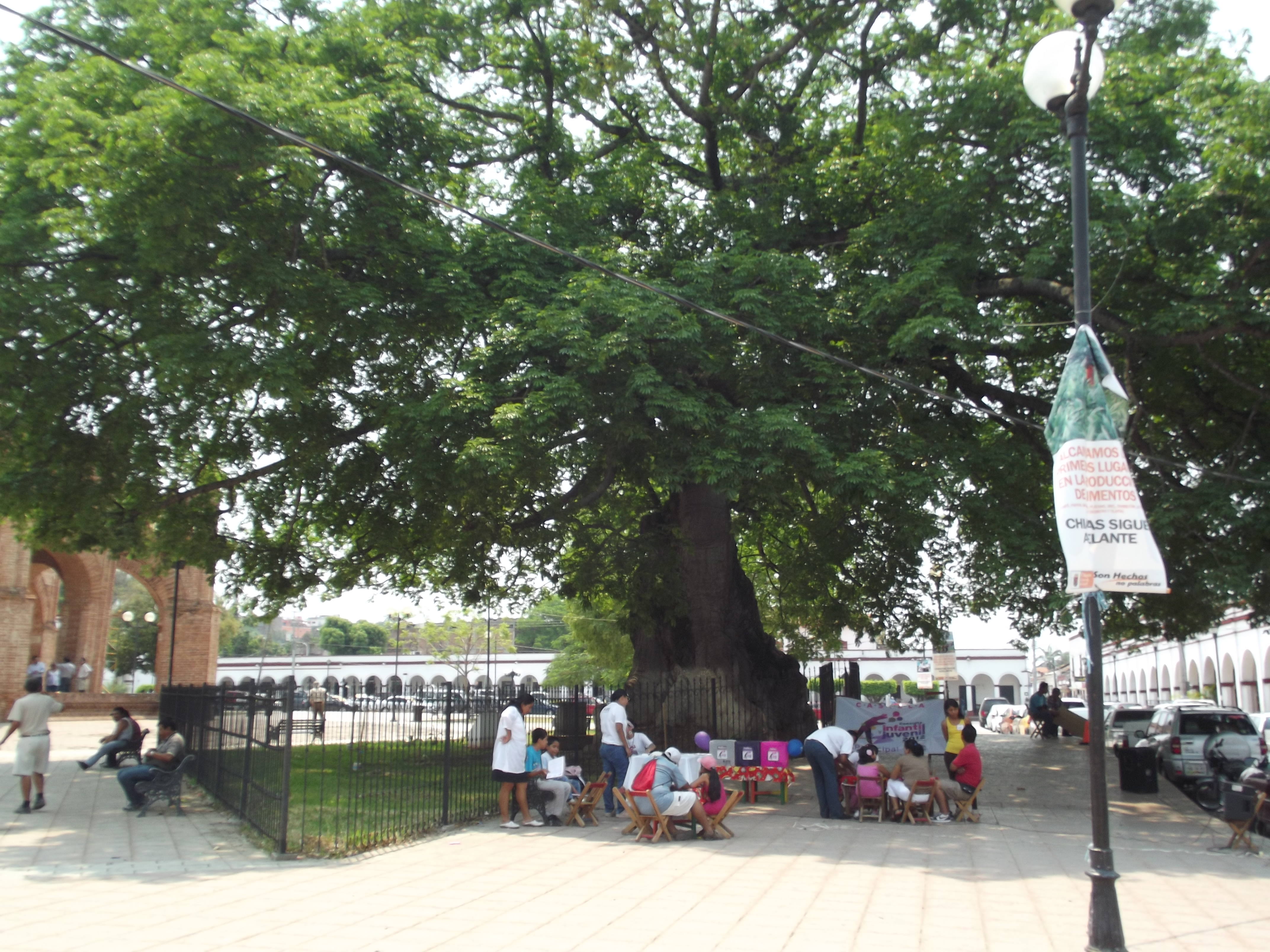
La Pochota, vista panorámica.

La Pochotona o La Pochota, es un árbol histórico de Chiapa de Corzo (México), en la creencia popular es catalogado como un árbol encantado. Siendo una ceiba americana o ceiba pentandra gaertn, perteneciente a la familia bonbacaceas. Está ubicada en el parque Ángel Albino Corzo de la plaza de armas, en el centro histórico de la Heroica Chiapa de Corzo. Es considerado un símbolo de identidad para la ciudad y motivo de orgullo para sus habitantes, por ser testigo de toda la historia de este pueblo.

## Historia
Aunque no existen estudios se le considera un árbol milenario, ya que alrededor de este árbol se fundó la ciudad de Chiapa de Corzo en 1528, se cuenta que bajo las sombras de este gran árbol, los comerciantes exhibían sus productos, en el día de plaza. La ceiba era considerado un árbol sagrado por los antiguos indios Chiapanecas y por otros pueblos de Mesoamérica.
Testigos afirman que sus ramas alcanzaban a tocar la Pila y los portales, pero en 1945 fue incendiada intencionalmente por un vecino molesto por las grandes cantidades de algodón que desprende en las temporadas de estiaje, destruyéndose por el fuego una tercera parte de la Pochota, el fuego fue sofocado con la ayuda del pueblo, logrando salvar una rama que sobrevivió y creciendo hasta el día de hoy.

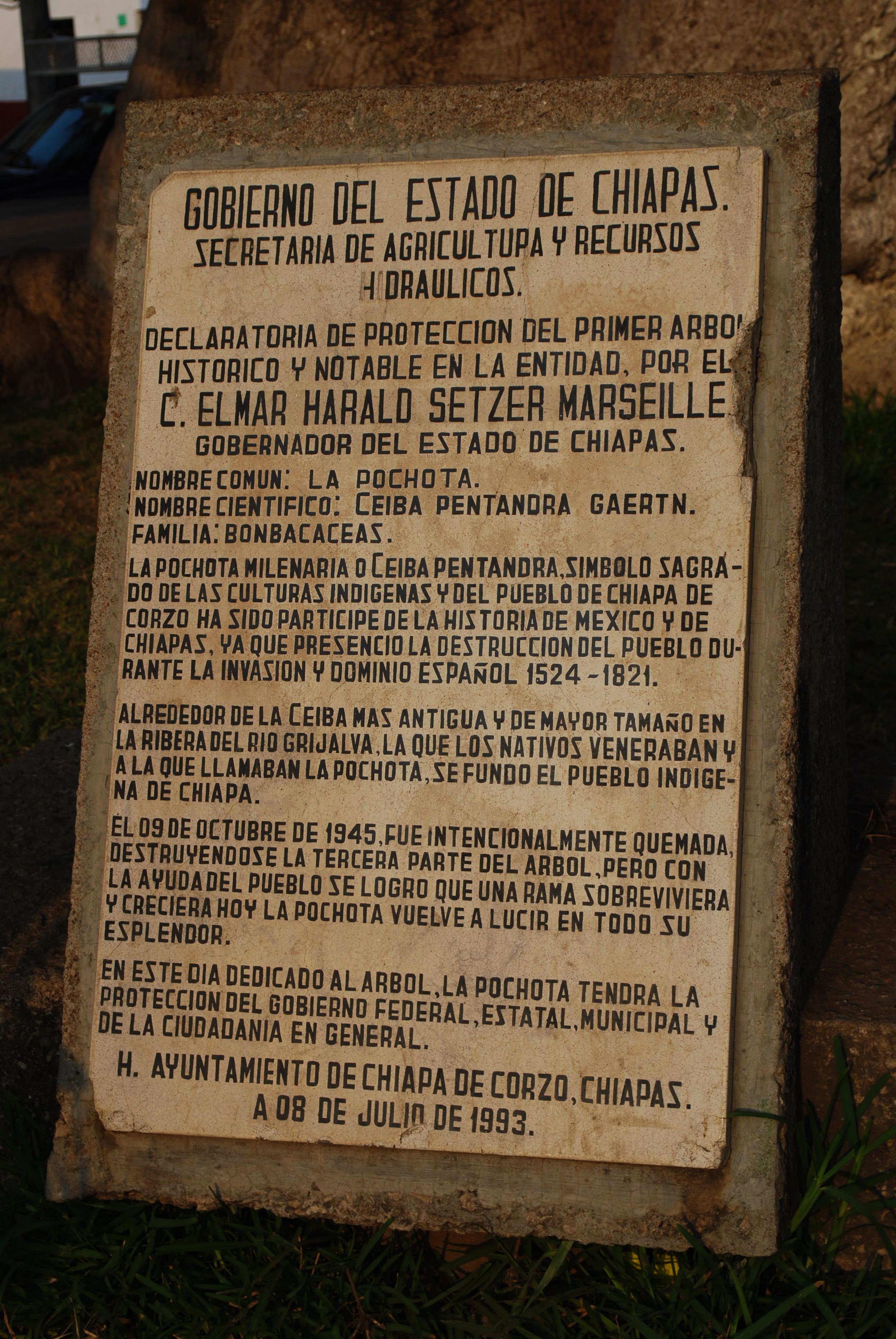
Placa declaratoria de protección del primer Árbol Histórico y Notable en la Entidad. 1993

El 8 de julio de 1993, el gobernador del estado de Chiapas, Elmar Harald Setzer Marseille  emitió la Declaratoria de protección de la pochota y le otorgó el título del primer Árbol Histórico y Notable en Chiapas.

## Estado de salud y conservación
Con motivo de la declaratoria de árbol histórico se estableció una asociación encargada de la protección y conservación de la Pochota.

## Leyendas
Aunque con algunas variantes, existen algunas leyendas y anécdotas en torno a este árbol entre ellas, se dice que en los tiempos de la conquista española de los Chiapas, en la pochota fue quemado Sanguiemé el líder guerrero Chiapaneca y el resto de los guerreros que sobrevivieron en la batalla del sumidero fueron colgados en la piedra orcada, Por lo que en las noches el fantasma de Sanguiemé llora en la pochota y los otros guerreros en la piedra orcada. La leyenda cuenta que las almas de los guerreros viven en la piedra orcada, mientras que Sanguiemé cuya alma, según la creencia popular, habita en este místico árbol.
En la batalla del 21 de octubre de 1863, el ejército invasor vio un numeroso ejército de hombres muy pequeños vestidos de rojo alrededor de la Pochota, cuando en realidad el pueblo era defendido por unos cuantos ciudadanos. Cuando el ejército conservador fue derrotado, los soldados sobrevivientes preguntaron por este extraño ejército y los defensores de Chiapa respondieron que no existía tal ejército.
Durante el Movimiento Armado Mapachista, la Pochota fue utilizada para colgar a villistas, zapatistas y carrancistas, por lo que la Pochota se comenzó a secar, para evitar que la Pochota se muriera de la tristeza se prohibió colgar a personas en sus ramas. Entre esos colgados estuvo el coronel carrancista Enrique Verdi, quien después de cometer un crimen repudiado por la población, fue colgado en una rama de la pochota, posteriormente este personaje se convertiría en una figura mística.
Antiguos vecinos y jóvenes juerguistas decían haber visto dormir a la Pochota, que por las noches se acostaba y de su interior salía un enanito y una enanita, que durante la madrugada juntos llenaban de agua la pila y después de terminar su labor jugaban por los portales de la plaza de armas. Mientras la pochota descansaba tendida sobre la calle, tapando todo el camino y nadie se atrevía a pasar por encima de ella, porque los que osaron caminar sobre ella amanecieron muertos.